# Willy Decourty
Willy Decourty (Dour, 3 februari 1945) is een voormalig Belgisch journalist en politicus voor de PS.

## Levensloop
Geboren in een mijnwerkersfamilie in de Borinage, vestigde Decourty zich op jonge leeftijd met zijn familie in Elsene. Na het behalen van zijn licentie in de journalistiek en sociale communicatie aan de ULB - waar hij omstreeks 1968 voorzitter was van de ' l'association générale des étudiants de l'ULB' - ging hij in 1968 als journalist werken bij de socialistische krant Le Peuple, maar werd in 1974 na een herstructurering ontslagen. Hij kwam vervolgens terecht op de persdienst terecht bij het elektronicabedrijf Philips, om in 1977 definitief voor een carrière als beroepspoliticus te kiezen. Van 1977 tot 1979 was hij persattaché op het kabinet van staatssecretaris voor Institutionele Hervormingen Jacques Hoyaux. Vervolgens was Decourty van 1979 tot 1995 federaal secretaris van de Brusselse federatie van de PS, de partij waarvan hij in 1967 lid werd. 
Van 1978 tot 1981 was Decourty provincieraadslid van Brabant. Vervolgens werd hij in oktober 1982 verkozen tot gemeenteraadslid van Elsene, wat hij bleef tot eind 2018. Van 1989 tot 2000 was Decourty er schepen van Openbare Werken en van 2001 tot 2016 burgemeester. Tevens was hij van 1995 tot 2009 lid van het Brussels Hoofdstedelijk Parlement. Als parlementslid legde hij zich toe op ruimtelijke ordening, openbare werken, huisvesting, volksgezondheid en de sociale cohesie tussen de verschillende bevolkingsgroepen.